# Seyrigia bosseri
Seyrigia bosseri är en gurkväxtart som beskrevs av Keraudr. Seyrigia bosseri ingår i släktet Seyrigia och familjen gurkväxter. Inga underarter finns listade i Catalogue of Life.